# Trimma volcana
Trimma volcana és una espècie de peix de la família dels gòbids i de l'ordre dels perciformes.

## Morfologia
- Els mascles poden assolir 1,9 cm de longitud total i les femelles 1,71.[3]

## Hàbitat
És un peix marí de clima tropical que viu fins als 24 m de fondària.

## Distribució geogràfica
Es troba a Tanzània, Moçambic i les Comores.